# Trupiale

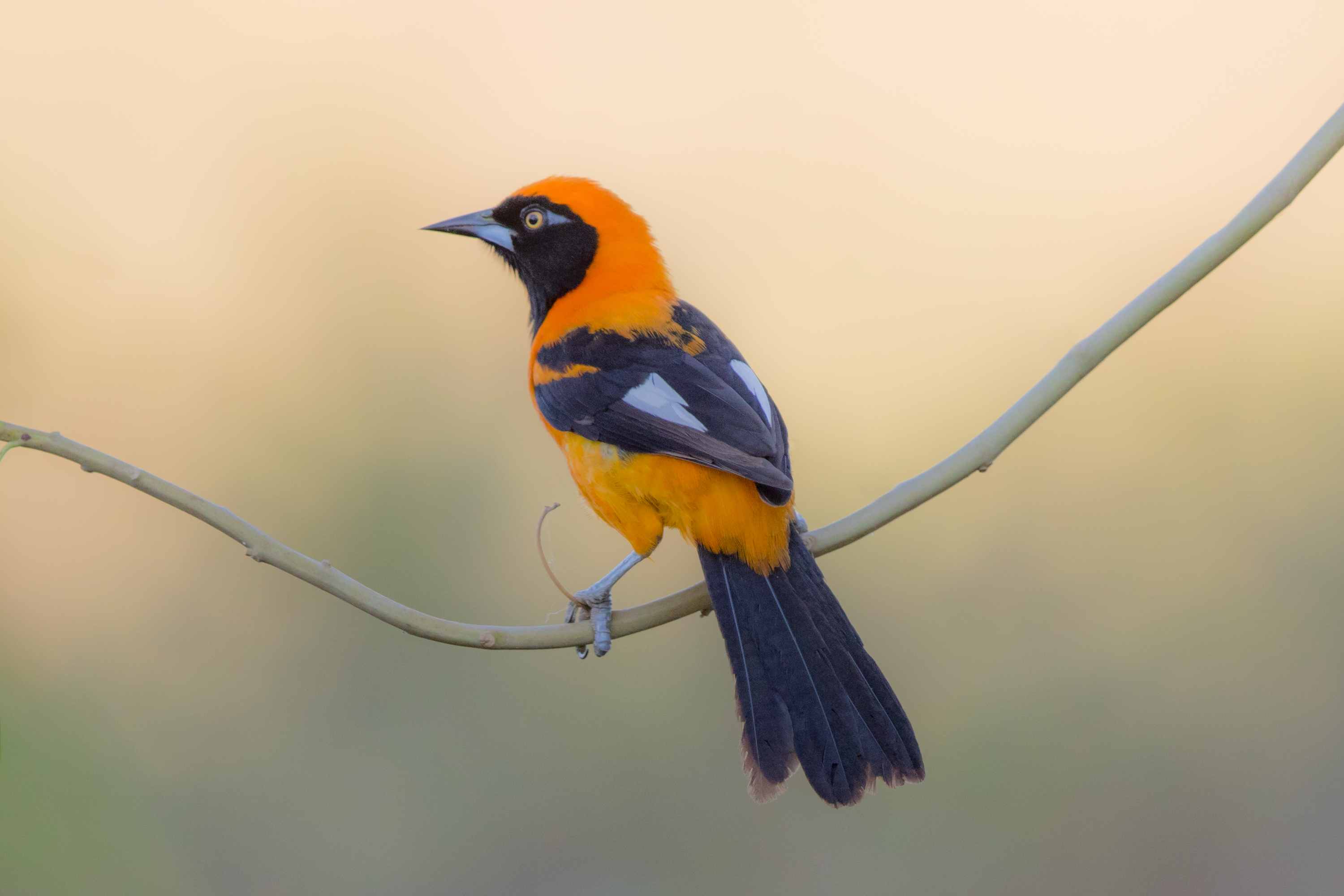
Orangerückentrupial (Icterus croconotus)

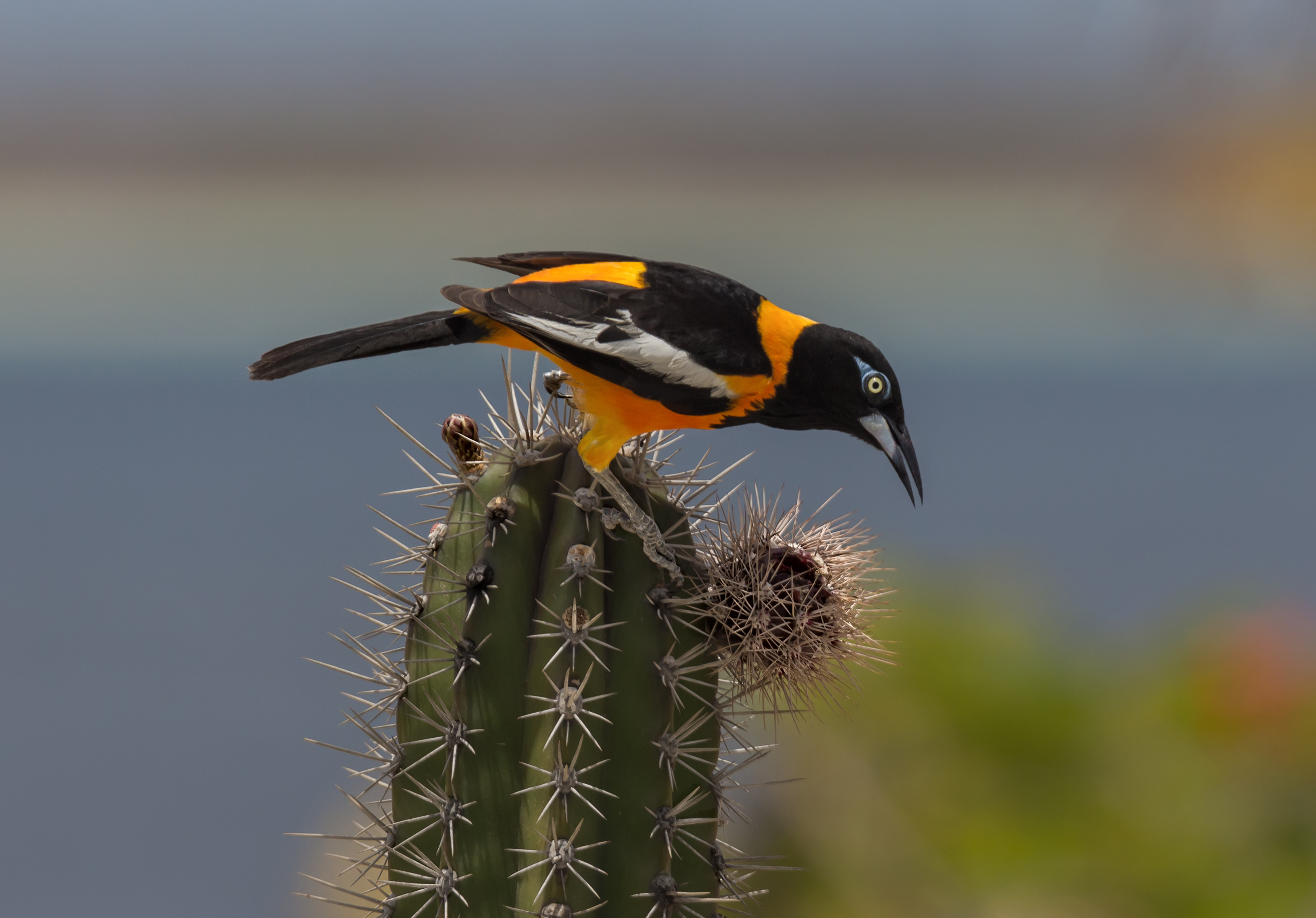
Weißflügeltrupial (Icterus icterus)

Die Trupiale (Icterus) sind eine artenreiche Vogelgattung in der Familie der Stärlinge (Icteridae). Diese Gattung umfasst über 30 Arten.

## Verbreitung
Ihr Verbreitungsgebiet erstreckt sich über die tropischen und subtropischen Gebiete in Mittel- und Südamerika. Einige Arten sind Zugvögel und fliegen zu ihren Brutgebieten nach Nordamerika wie der Baltimoretrupial (Icterus galbula), der bis nach Südkanada fliegt. 

## Beschreibung
Das Federkleid ist bei den männlichen Trupialen schwarzgelb bis schwarzorange; bei den Weibchen und bei den Jungvögeln ist es matter. Sie haben einen dünnen, spitzen Schnabel, der nach vorne etwas nach unten gebogen ist. Er eignet sich dadurch gut für den Insektenfang. Neben Insekten stehen auch Baum- und Strauchfrüchte sowie Nektar auf dem Speiseplan. Einige Arten können in Obstplantagen zur Plage werden. So fällt der Baltimoretrupial während des Fluges nach Südkanada und zurück in großen Gruppen in Plantagen ein und richtet beträchtliche Schäden an.

## Fortpflanzung
Während der Brutzeit besteht bei den Paaren eine feste Bindung. Das gewebte Nest wird in die Bäume an einen Ast gehängt. Gebrütet wird oft in der Nähe von Gewässern, wie Bächen, Sümpfen oder Flüssen, da an diesen Orten die Insekten, die für die Aufzucht der Jungvögel benötigt werden, zahlreicher sind. Das Gelege besteht bei den nördlichen Brutpaaren aus vier bis sechs Eiern, in den tropischen Gebieten aus zwei Eiern.

## Arten
- Antillentrupial oder Hispaniolatrupial (Icterus dominicensis)
- Bahamatrupial (Icterus northropi)
- Baltimoretrupial (Icterus galbula)
- Bindentrupial (Icterus maculialatus)
- Braunkopftrupial (Icterus bonana)
- Bullock-Trupial (Icterus bullockii)
- Epaulettentrupial (Icterus cayanensis)
- Campotrupial (Icterus jamacaii)
- Orangerückentrupial (Icterus croconotus)
- Gartentrupial (Icterus spurius)
- Gelbschwanztrupial (Icterus mesomelas)
- Goldkappentrupial (Icterus chrysocephalus)
- Goldtrupial (Icterus auratus)
- Jamaicatrupial (Icterus leucopteryx)
- Maskentrupial (Icterus cucullatus)
- Montserrattrupial (Icterus oberi)
- Orangebrusttrupial (Icterus nigrogularis)
- Orangekopftrupial (Icterus auricapillus)
- Weißflügeltrupial (Icterus icterus)
- Piroltrupial (Icterus pustulatus)
- Santa-Lucia-Trupial (Icterus laudabilis)
- Schwarzflügeltrupial (Icterus chrysater)
- Schwarzkehltrupial (Icterus gularis)
- Schwarzkleidtrupial (Icterus prosthemelas)
- Schwarzkopftrupial (Icterus graduacauda)
- Schwarzrückentrupial (Icterus abeillei)
- Scott-Trupial (Icterus parisorum)
- Tropfentrupial (Icterus pectoralis)
- Waglertrupial (Icterus wagleri)
- Weißschwingentrupial (Icterus graceannae)